# Nadleśnictwo Myślenice
Nadleśnictwo Myślenice – jednostka organizacyjna Lasów Państwowych podległa RDLP w Krakowie z siedzibą w Myślenicach.
Lasy Nadleśnictwa Myślenice położone są na terenie województwa małopolskiego, w powiatach krakowskim i myślenickim. Ogólna powierzchnia lasów własności Skarbu Państwa zarządzanych przez Nadleśnictwo Myślenice wynosi 11 477 ha, w tym powierzchnia leśna 11 393 ha.
Tereny Nadleśnictwa Myślenice położone są w dwóch krainach:
- Kraina VI Małopolska:
  - Dzielnica 7 - Wyżyny Miechowsko-Sandomierskiej
- Kraina VIII Karpacka:
  - Dzielnica 5 - Beskidu Sądeckiego i Gorców
  - Dzielnica 6 - Beskidu Niskiego
  - Dzielnica 4 - Beskidu Wysokiego